# Poppius journalistskola

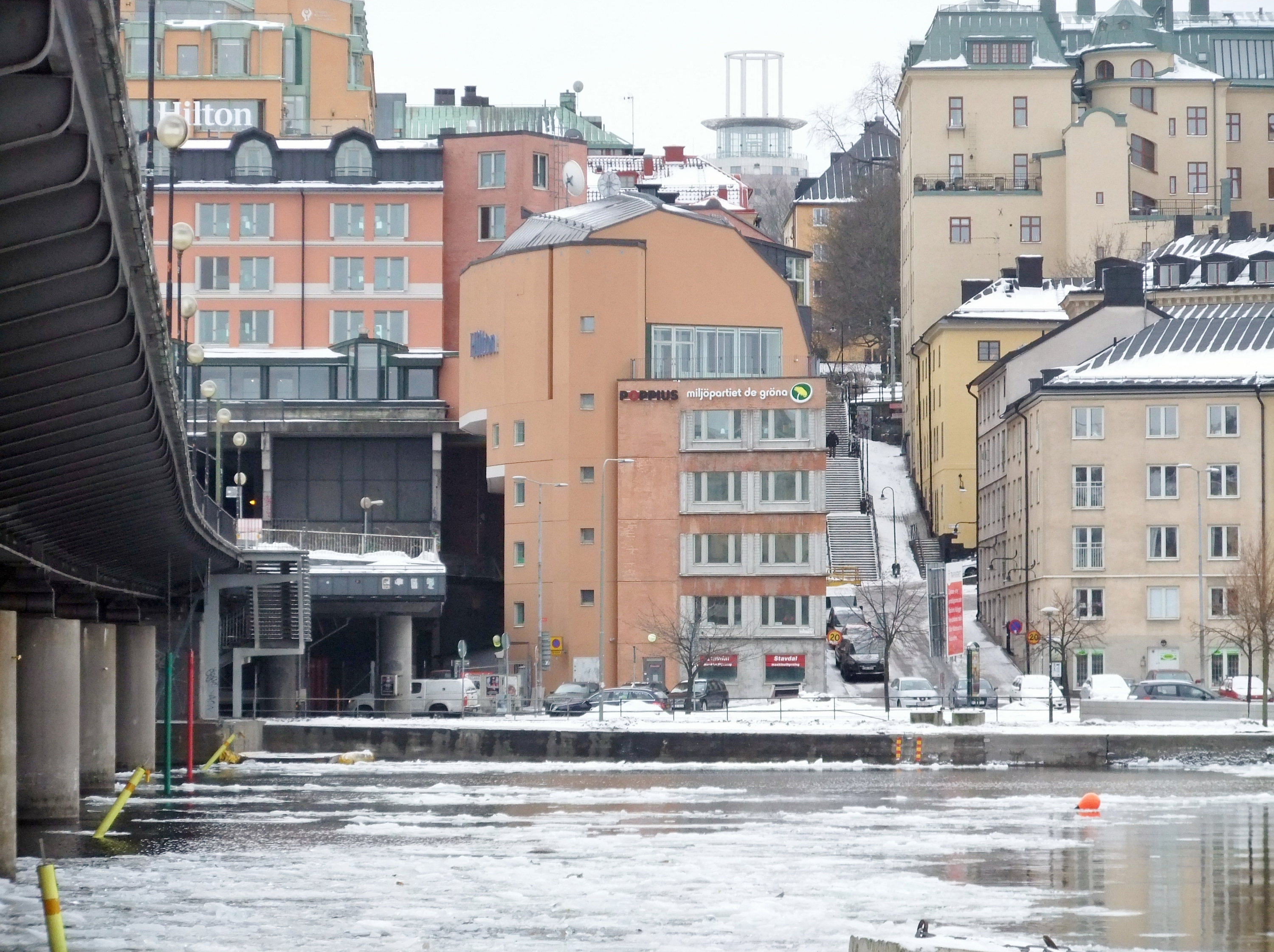
Skolan var tidigare belägen i närheten av Slussen, Stockholm. Sedan 2019 ligger skolan vid Globen, Stockholm.

Poppius journalistskola är Skandinaviens äldsta journalistutbildning. Skolan grundades 1947 i Stockholm av journalisten och redaktören Set Poppius som själv hade en lång erfarenhet av yrket och var i 60-årsåldern. 

## Historia
Skolan grundades under en period när det tidigare volontärsystemet hade slutat att fungera och innan den statliga journalistutbildningen påbörjades i början av 1960-talet. Den var länge den enda privata journalistutbildningen i Norden, endast i Tyskland och USA fanns liknande privata skolor. Trots att det fanns en stor brist på unga och utbildade journalister var många tveksamma till hans initiativ. Det fanns en allmänt spridd uppfattning att man inte kunde läsa sig till journalistyrket. Utbildningsfrågorna, inklusive behovet av en journalistutbildningen, debatterades allmänt vid denna tid och var under statlig utredning.
Set Poppius startade skolan tillsammans med sin hustru Ebba, alltid kallad Goll. Set Poppius var skolans föreståndare och lärare medan hustrun ansvarade för ekonomin. I bostaden på Garvargatan 5 samlade paret ibland sina elever för umgänge och där fanns även skolans kontor.
Bland dem som varit lärare på skolan märks Erik Lundegård (signaturen Eld), Sven Jansson, Bengt Ahlbom, Nils Beyer och Sigge Ågren. Rektorer efter Set Poppius har bland andra varit Erik Björnsson, Sören Larsson, Marianne Hühne von Seth och Annicka Flovin. Nuvarande rektor är Niclas Breimar. 
Skolan gav ursprungligen två kurser om året, en på våren och en på hösten, och verksamheten bedrevs på kvällstid i 14 veckor. Skolan är i dagsläget inriktad på journalistik, research och digitala medier, den ger deltidskurser i praktisk journalistik i Stockholm och har numera ca 500 elever om året. Sedan starten har skolan utbildat ca 8000 elever.
Set Poppius dog 1972 och Ebba Poppius drev skolan vidare under ett par år. Studieförbundet Vuxenskolan tog över ansvaret för skolan 1974–1986. På 1970-talet inleddes ett samarbete med dåvarande Journalisthögskolan, vars rektor Lars Furhoff var styrelseordförande i Poppius fram till sin död 1986. Poppius hyrde undervisningslokaler hos Journalisthögskolan, numera Institutionen för mediestudier vid Stockholms universitet fram till år 2002.
Skolan drivs sedan dess av en stiftelse utan vinstintressen och finansieras idag helt av elevavgifter.

## Alumni
Skolan fick tidigt gott anseende[källa behövs] och många journalister har "gått på Poppius", bland andra Majgull Axelsson, Beppe Wolgers, Svante Foerster, Carl Otto Werkelid, Malou von Sivers, Mona Krantz, Hans Nestius, Mats Lundegård, Sten Hedman, Magdalena Ribbing, Kristin Kaspersen, Lena Sundström Oisín Cantwell och Fredrik Lindström. Skolans första elev var Staffan Timell.[källa behövs]